# Mark-37-Torpedo
Der Torpedo Mark 37 war ein elektrisch angetriebener Torpedo der United States Navy, dessen Entwicklung nach dem Zweiten Weltkrieg begonnen wurde. Die Waffe wurde erstmals in den 1950er-Jahren in den Dienst der US-Marine mit mehr als 3300 produzierten Einheiten genommen. In der US-Marine wurde der Torpedo zwischen 1972 und 1978 außer Dienst gestellt, Waffen im Arsenal wurden ausländischen Marinen verkauft, wo sie teilweise in modernisierten Versionen mindestens bis 2004 verwendet wurden.

## Entwicklungsgeschichte
Die Entwicklungsforschung begann 1946 bei Westinghouse Electric und im Penn State Ordnance Research Laboratory (ORL). Aufbauend auf dem aktiven Suchkopf von modifizierten Mark-18-Torpedos wurde dann noch ein passiver Suchkopf in einem neuen Rumpf kombiniert. Zwischen 1955 und 1956 wurden 30 Versuchstorpedos für Tests produziert, kurz darauf kam es schon zu einer umfassenden Serienproduktion.
Ab 1967 wurden Torpedos der ersten Generation (Mod 0) aus dem Dienst genommen und als überarbeitete „Mod 3“-Version wieder in den Truppendienst gestellt, analog wurden aus „Mod 1“-Waffen Umbauten mit der Nummer „Mod 2“ getätigt. Konkret umfassten die Änderungen Modifikationen am Zielsuchsystem, magnetostriktive Schallwandler wurden durch solche mit piezoelektrischer Funktionsweise ersetzt, was zu einer Zunahme der Reichweite der Zielauffassung von 700 Yards zu 1000 Yards (640 Meter verbessert auf 914 Meter) ohne Verlust der Empfindlichkeit bei zunehmender Tiefe führte. Spätere Weiterentwicklungen in den 1980er-Jahren, auch um sich den zunehmenden Geschwindigkeiten und Tauchtiefen der potentiell gegnerischen U-Booten anzupassen, betrafen den Antrieb und die Signalverarbeitung, die einerseits hin zu einem Verbrennungsmotor mit sogenanntem „Otto-2“-Treibstoff (der zur Verbrennung nötige Oxidator ist bereits dem Treibstoff zugefügt) und andererseits weg von Röhrenelektronik hin zu Transistorentechnik geführt wurden, um in den Versionen NT37C, -D, -E und -F zu münden. Diese modernisierten Versionen verbesserten die Reichweite des Mark 37 um 150 % und die Geschwindigkeit um 40 % und waren in der US Navy noch bis in den frühen 1990er-Jahren, in anderen Marinen noch bis 2004 im Dienst.

## Technische Merkmale
Der Torpedo war (bis auf die „NT“-Versionen) eine elektrisch angetriebene Waffe, deren Energie von einer Silberoxid-Zink-Batterie des Typs „Mark 46“ geliefert wurde. Bei einem Einsatz konnte die Waffe dank dieser Antriebsart aus dem Torpedorohr des abschießenden U-Bootes ausschwimmen und musste nicht mit Druckluft ausgestoßen werden, was beträchtlich zur Lärmvermeidung beiträgt und die Gefahr, dass das anvisierte Ziel den Waffeneinsatz entdeckt, reduziert.
Die Lenkung eines Mk-37-mod.0-Torpedo wurde über eine gyroskopische Steuerung für einen Geradeauslauf in der Anfangsphase des Waffenlaufes in Verbund mit einer Passivsonarkontrolle gewährleistet. Für die letzten rund 640 Meter kam ein Aktivsonar mit Doppler-Effekt-Messung dazu, welches magnetostriktive Schallwandler bei einer Frequenz von 60 Kilohertz nutzte. Die Waffe hatte eine auf Vakuumröhren basierende Elektronik, welche bei späteren Umbauten auf Halbleitertechnik umgestellt wurde.
„Mod 1“-Torpedos waren länger, schwerer und langsamer als „Mod 0“-Exemplare, boten aber eine verbesserte Zielauffassung bei einer höheren Chance, wendige U-Boote zu treffen. Diese Torpedos waren drahtgelenkt.
Die Effektivität des Mark 37 wurde als hoch gegenüber Zielen mit geringeren Geschwindigkeiten als 20 Knoten und in geringeren Tiefen als 330 Metern (1000 Fuß) angesehen, doch ein Ziel, das schneller als 20 kn fahren kann, mit einem Torpedo anzugreifen, der selber nur 24 Knoten schnell ist, bedeutet eine Trefferwahrscheinlichkeit von 10 % oder weniger.
Die „Mark 46“-Silberoxid-Zink-Batterien, welche die Energie für den Antrieb lieferten, waren für eine Tendenz zum Überhitzen bekannt, was gelegentlich zu Bränden oder Explosionen führte. Trainingstorpedos nutzen wiederaufladbare Akkumulatoren. Eine recht wahrscheinliche Ursache für den Verlust des Atom-U-Bootes USS Scorpion ist ein Brand in einer solchen Torpedo-Batterie mit anschließender Explosion des Gefechtskopfes, siehe dazu auch den Abschnitt im Artikel über die USS Scorpion.

## Einsatzländer
(unvollständige Liste)
- Vereinigte Staaten: die Waffe war lange Zeit die Standardwaffe der U-Boote der US-Navy.
- Deutschland: es wurden sowohl Mark-37 als auch die DM 3 A1-Anpassung für flachere Gewässer genutzt.
- Israel
- Japan
- Argentinien: ein argentinisches U-Boot setzte diesen Torpedo gegen einen vermuteten Kontakt eines britischen U-Bootes im Falklandkrieg ein.